# Daniel Lévi
Pour les articles homonymes, voir Levi.
Ne doit pas être confondu avec Daniel Levy.
Daniel Lévi né le 26 août 1961 à Constantine en Algérie française et mort le 6 août 2022 à Marseille 3e, (Bouches-du-Rhône), est un auteur-compositeur-interprète et pianiste français.
Connu du grand public pour son interprétation, en duo avec Karine Costa, de Ce rêve bleu, générique du film d'animation Aladdin en 1993, Daniel Lévi obtient un immense succès populaire en incarnant le rôle de Moïse dans la comédie musicale Les Dix Commandements en 2000.
Daniel Lévi a sorti sept albums solo, le premier sous le pseudonyme de Daniel Neuville. Ses genres musicaux sont teintés de jazz, soul music, World music et de variété française.

## Biographie

### Enfance et formation
Né le 26 août 1961 à Constantine en Algérie française, Daniel Lévi passe toute son enfance dans le quartier de La Duchère à Lyon, où il se prépare à son métier de musicien en étudiant le piano pendant une dizaine d’années au conservatoire de cette ville[réf. nécessaire]. Il y puise durant ses années de formation toute sa technique au piano en étudiant le classique et ses grands auteurs, comme Bach ou Beethoven[réf. nécessaire].

### Carrière

#### Premières compositions et représentations
En 1983, Daniel Lévi compose et enregistre, sous le pseudonyme de Daniel Neuville, son premier album intitulé Cocktail aux consonances électriques années 1980, teinté de premières inspirations jazz et soul. Il sort ensuite son premier 45 tours Fou de toi en 1984, puis deux autres en 1985 : Belle Africaine et Falaise bleue.
En 1991, tout en reprenant son vrai nom, il participe à la comédie musicale de Catherine Lara Sand et les romantiques, sur la scène du théâtre du Châtelet en y incarnant les rôles d’Alfred de Musset et de Frédéric Chopin. Il interprète avec elle la chanson Aime-moi comme ton enfant.

#### Révélation au grand public
En 1992, il est engagé par les studios Disney pour interpréter, en duo avec Karine Costa, la chanson Ce rêve bleu (version française du titre A Whole New World) pour le générique de fin du film d'animation américain Aladdin sorti en France en novembre 1993. Ce rêve bleu se hisse à la troisième place du Top 50 en 1994. Daniel Lévi commence alors à se faire mieux connaître auprès du grand public.
En 1996, les studios AB lui ouvrent leurs portes pour l’enregistrement de son deuxième album Entre parenthèses qu’il compose et réalise entièrement et portant son vrai nom. C’est un album composé essentiellement de jazz et musique soul. Il présente ses musiques au Bataclan, à Paris, quelques mois plus tard.

#### Percée et succès populaire
En 2000, Daniel Lévi sort de l’ombre en incarnant le rôle de Moïse dans la comédie musicale d’Élie Chouraqui et Pascal Obispo : Les Dix Commandements. L'album se vendra à 700 000 exemplaires. La première représentation a lieu au palais des Sports de Paris en octobre 2000. Il porte au sommet de tous les palmarès la chanson phare L'Envie d'aimer qui se classe notamment deuxième au Top 50 et reçoit le Prix de la chanson originale aux Victoires de la musique en 2001. Le titre Mon frère qu'il interprète en duo avec Ahmed Mouici connaît également un grand succès. La comédie musicale rassemblera 1,8 million de spectateurs. Daniel Lévi obtient alors enfin la reconnaissance du grand public et de la profession.
Il figure, ainsi que la troupe des Dix Commandements, sur l'album Noël ensemble sorti en décembre 2000 au profit de la recherche contre le sida. Il participe, en 2001, à l'album et à la tournée des Enfoirés intitulé L'Odyssée des Enfoirés. Ce sera sa seule participation à la troupe.
Après le triomphe des Dix Commandements, Daniel Lévi veut revenir à la composition. En octobre 2002 sort son troisième album : Ici et maintenant, un album plus pop, sorti juste après l'effervescence des Dix Commandements, qu'il présentera en tournée (dont deux dates à l'Olympia de Paris en 2003).
En janvier 2005 sort son quatrième album, Le Cœur ouvert, réalisé en collaboration avec Pascal Obispo. Daniel Lévi part ensuite en tournée et se produira quelques mois plus tard (fin 2007) au Casino de Paris pour un concert filmé présentant un mélange de ses différents albums.
Au début de 2005, il interprète, avec le collectif Asie (composé de soixante artistes), la chanson Et puis la terre en faveur des sinistrés du séisme et tsunami de 2004 dans l'océan Indien.

#### Diversification et engagements
En mai 2011, Daniel Lévi est de retour sur scène à Paris et le 14 juillet 2011, il participe au concert de SOS Racisme sur le Champ-de-Mars, à Paris.
Les 11 et 12 janvier 2017, il présente à la Cigale, à Paris, un nouvel album[réf. souhaitée] sorti le 7 avril 2017. L'album Daniel Lévi est son cinquième opus, plus personnel. Daniel Lévi revient à ses fondamentaux[réf. nécessaire], le jazz, la soul et la world music dans un album où la justesse et la qualité des interprétations sont au rendez-vous[non neutre]. Daniel Lévi présentera cet album sur scène en France (dont un concert au théâtre Mogador en décembre 2017) et à l'étranger.
Après la tournée de son album, il sort en mars 2019 un sixième opus, best-of, intitulé 50 et quelques. L'artiste réunit dans ce nouvel album certains titres de son répertoire qui ont marqué sa carrière musicale (dont certains en enregistrement live) : L'Enfant, Change rien, Entres parenthèses, Lonelie, Avant, Ici et maintenant, ou encore L'Envie d'aimer.

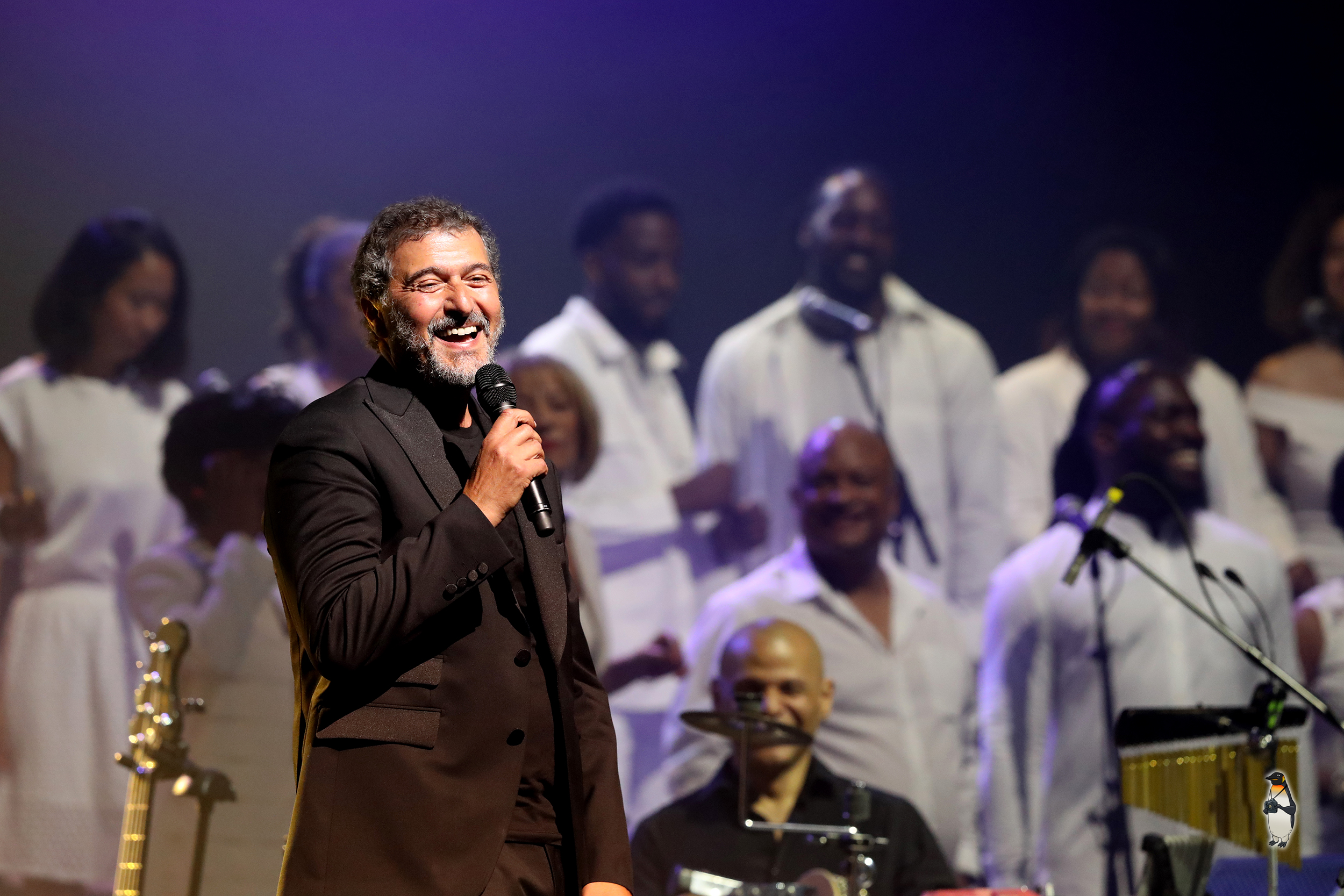
Daniel Lévi sur la scène de l'Olympia en 2019.

Daniel Lévi présente ce nouvel album à l'Olympia à Paris, le 6 juin 2019. Durant son concert, il interprète notamment Ce rêve bleu avec Cerise Calixte. Il enchaîne avec une tournée estivale en Israël (Tel-Aviv, Jérusalem, Netanya).

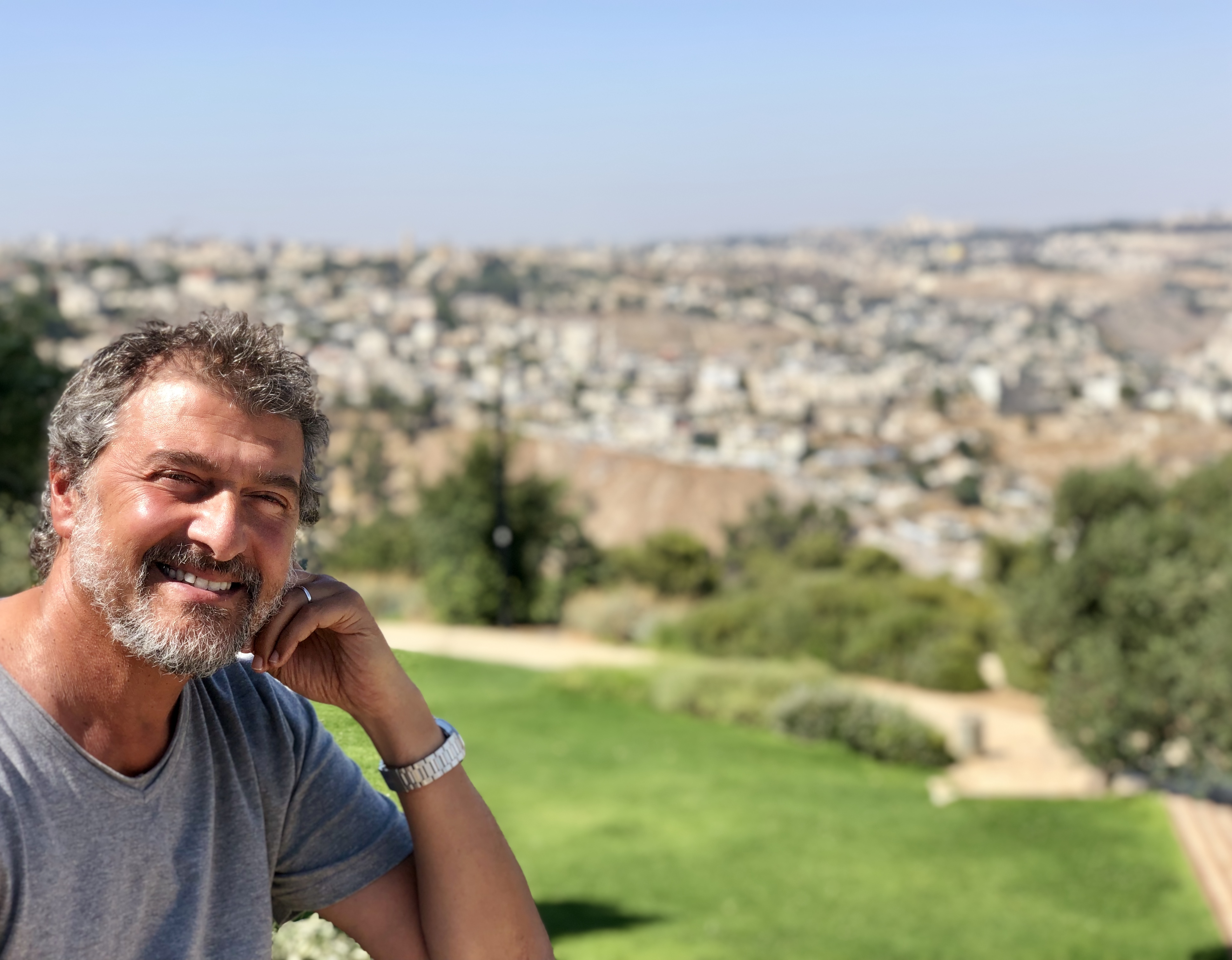
Daniel Lévi lors de sa tournée d'été 2019 à Jérusalem en Israël.

En mars 2020, il sort un single, Si on peut, engagé pour la préservation de la planète : « Permettre de réveiller les consciences sur la beauté de notre planète et la nécessité aujourd'hui comme demain de la chérir et la préserver »[non neutre].
En mai 2020, il sort un single caritatif Toi, moi, nous, eux, lui, vous dédié au personnel soignant et aux personnes en première ligne lors de la crise du coronavirus. Il réunit pour le clip de nombreuses personnalités de la scène médiatique française dont Liane Foly, Nikos Aliagas, Michel Leeb, Lara Fabian, Elsa Zylberstein, Anthony Delon, Franck Dubosc et Vanessa Demouy.
En août 2020, Daniel Lévi revient avec un nouveau single Les Gens bien. Il s'agit du premier extrait de son prochain album Grâce à toi prévu pour l'automne 2020[réf. souhaitée].
D'octobre à novembre 2020, il participe comme candidat à la deuxième saison de l'émission Mask Singer sur TF1 dans le costume du Robot. Il termine à la deuxième place de la compétition. Il revient dans la troisième saison lors de la finale pour chanter avec La Banane (personnage de Valérie Bègue). En août 2021, déguisé en Jules César, il interprète la chanson Marche (extraite de l'album Grâce à toi) dans le divertissement Les Stars remontent le temps au Puy du Fou sur M6[source secondaire souhaitée].
Le 8 avril 2022, il s'engage auprès de l'association Victimes du Covid-19 et de son président Lionel Petitpas pour soutenir la demande d'une journée de deuil national, afin d'honorer la mémoire des morts du virus. Il interprète la chanson caritative Jamais le temps n’effacera, écrite et composée par Ciramarios, avec le Collectif du souvenir : Fabienne Thibeault, Daniel Lévi, Gilles Dreu, Pierre Billon, Alain Turban, David Alexandre Winter, Elisa Delubac et la chorale le Chœur des Polysons. Les bénéfices du titre distribué par Universal Music Group), dont le dessin de la pochette a été réalisé par des jeunes handicapés de Montigny-Lès-Cormeilles, sont destinés à la construction d'un mémorial.

### Vie privée
Daniel Lévi a quatre enfants : Abel, issu d'une première union ; Rephaël, Rivka qu'il a eus avec son ex-épouse Laure et une fille née le 15 juillet 2022 de son mariage avec Sandrine Aboukrat dont le prénom est Nessyel[réf. nécessaire].

### Mort
Atteint d'un cancer colorectal depuis 2019, Daniel Lévi meurt le 6 août 2022 à Marseille 3e à l'âge de 60 ans. Il est inhumé le lendemain dans le carré juif du cimetière Saint-Pierre de Marseille,.

## Discographie

### Albums solo
- 1983 : Cocktail (sous le pseudonyme de Daniel Neuville)
- 1996 : Entre parenthèses
- 2002 : Ici et maintenant
- 2005 : Le Cœur ouvert
- 2017 : Daniel Lévi
- 2019 : 50 et quelques (Best of)
- 2021 : Grâce à toi

### Singles
Sous le pseudonyme de Daniel Neuville :
- 1984 : Fou de toi
- 1985 : Belle Africaine
- 1985 : Falaise bleue
- 1986 : L'Amour au cœur
- 1988 : Alerte aux blondes

Sous le nom de Daniel Lévi : 
- 1992 : Aime-moi comme ton enfant (en duo avec Catherine Lara)
- 1992 : Ce rêve bleu (en duo avec Karine Costa)
- 1996 : Change rien
- 1997 : Elle est soleil
- 2000 : L'Envie d'aimer
- 2001 : Mon Frère (en duo avec Ahmed Mouici)
- 2002 : Ici et maintenant
- 2003 : L'Enfant
- 2004 : L'amour qu'il faut
- 2005 : La Peine de vivre
- 2005 : Je meurs d'envie de vous
- 2017 : Un jour se lève
- 2018 : Les Yeux de mon enfance (en duo avec Nicolas Reyes)
- 2018 : Ce soir
- 2019 : Libre sur sa Terre
- 2019 : Comme un homme
- 2020 : Si on peut
- 2020 : Toi, moi, nous, eux, lui, vous
- 2020 : Les Gens bien

### Participations
- 1991 : Sand et les romantiques (Un musical rock symphonique) (rôles : Chopin et Musset)
- 1993 : BO du film Aladdin de Disney : Ce rêve bleu (en duo avec Karine Costa)
- 2000 : Les Dix Commandements (rôle : Moïse)
- 2000 : Noël ensemble
- 2001 : L'Odyssée des Enfoirés
- 2001 : Feelings : Hommage à Loulou Gasté[10]
- 2005 : Collectif Asie, Et puis la terre

### DVD
- 2001 : Les Dix Commandements
- 2001 : L'Odyssée des Enfoirés
- 2013 : Daniel Lévi, Live in Neguev
- 2013 : Daniel Lévi, Live Casino de Paris